# Acide chlorogénique
L'acide chlorogénique est un acide-phénol, ester de l'acide caféique et de l'acide (L)-quinique ; on le retrouve ainsi sous les appellations de trans-5-O-caféoyl-D-quinate, ou acide caféylquinique, ou 5-ACQ (ou 5-CQA en anglais). Il est produit par les plantes, comme le café et la pomme de terre, et il est chez certaines d'entre elles le précurseur de l'acide dicaféylquinique ou cynarine. Comme tous les composés polyphénoliques, il a une activité antioxydante. 
Le terme acides chlorogéniques désigne aussi une famille d'acides de structure chimique similaire à l'acide chlorogénique, regroupant les composés formés par un (ou plusieurs) acide hydroxycinnamique conjugué avec l'acide quinique.
Étymologie : le terme chlorogénique a été forgé à partir du grec khloros χλωρός « vert », genos γένος « naissance » suffixe -ique, en raison de la production de produits de couleur verte lorsque ces acides chlorogéniques s'oxydent.

## Distribution chez les plantes alimentaires
L'acide chlorogénique (5-ACQ, stricto sensu) est l'un des principaux composés phénoliques du café, également trouvé chez certaines plantes où on peut l'isoler dans les feuilles ou fruits.
Dans notre alimentation, le café est la source principale d'acide chlorogénique. Il représente de 5 à 10 % du poids des grains de café verts. Un litre de café filtre fournit de 500 à 800 mg d'acide chlorogénique, correspondant à 250-400 mg d'acide caféique.
On le trouve aussi en quantité importante dans l'artichaut et les endives mais quand même en quantité moindre que dans les grains de café non torréfiés (5-10 % soit 5000 à 10 000 mg·100g-1, non répertoriés dans le tableau). Une teneur élevée (1 245 mg·100g-1) se trouve dans les fleurs de chèvrefeuille du Japon (Lonicera japonica) qui une fois séchées sont utilisées dans la médecine traditionnelle chinoise.
| Plantes alimentaires riches en acide chlorogénique (acide 5-caféylquinique) en mg/100 g de matière fraiche, d'après et Phenol Explorer |                                    |                   |
| Forme consommée | Nom scientifique de la plante      | Teneur            |
| Graines de tournesol, farine | Helianthus annuus                  | 454,48 mg·100g-1  |
| Artichaut cru | Cynara scolymus                    | 202,23 mg·100g-1  |
| Grande bardane, crue | Arctium lappa                      | 126,76 mg·100g-1  |
| Boisson de café décaféiné, filtre | Coffea sp                          | 116,85 mg·100ml-1 |
| Endive, verte, crue | Cichorium intybus L. var. foliosum | 108,88 mg·100g-1  |
| Boisson de café Robusta, filtre | Coffea canephora                   | 75,80 mg·100ml-1  |
| Nèfle du Japon | Eriobotrya japonica                | 54,75 mg·100g-1   |
| Boisson de café Arabica, filtre | Coffea arabica                     | 43,09 mg·100ml-1  |
| Pruneau | Prunus domestica                   | 38,79 mg·100g-1   |
| Menthe douce, séchée | Mentha spicata                     | 31,00 mg·100g-1   |
| Pomme de terre, crue | Solanum tuberosum                  | 26,73 mg·100g-1   |
| Cidre, pomme | Malus pumila                       | 21,45 mg·100ml-1  |
| Pur jus de pruneau | Prunus domestica                   | 20,35 mg·100ml-1  |
| Carotte crue | Daucus carota spp sativus          | 8,88 mg·100g-1    |
| Pur jus de pomme | Malus pumila                       | 7,01 mg·100ml-1   |
| Thé vert, infusion | Camellia sinensis                  | 2,30 mg·100ml-1   |
| Vin blanc | Vitis vinifera                     | 0,10 mg·100ml-1   |

## Absorption
Les mesures (Olthof et al 2001) d'absorption de l'acide chlorogénique 5-ACQ ont été faites sur des patients ayant une iléostomie (sans côlon), dont les matières peuvent être récupérées avant l'entrée dans le côlon. Après avoir consommé 2,8 mmol d'acide chlorogénique, en moyenne 33 % était absorbé dans l'intestin grêle. Seules quelques traces de métabolites de l'acide chlorogénique (sous forme d'acides caféique et férulique) se retrouvent dans les urines.

Par contre, lorsque deux ans plus tard, Olthof et al. (2003) ont poursuivi leur étude avec des humains ayant un côlon intact, ils ont pu montrer que la moitié de l'acide chlorogénique ingéré se retrouvait dans les urines sous forme d'acide hippurique. On suppose que chaque molécule d'acide chlorogénique peut donner deux molécules d'acide hippurique. On ne retrouve dans l'urine que 1,7 % de l'acide chlorogénique ingérée sous forme intacte. 

La différence entre les sujets avec et sans côlon peut se comprendre si on suppose que l'acide chlorogénique est mal absorbé au niveau de l'intestin grêle mais devient disponible après avoir été hydrolysé par la microflore du côlon.

Les deux tiers de l'acide chlorogénique ingéré atteignent le côlon où ils sont hydrolysés par la microflore en acide caféique et acide quinique. Ceux-ci sont déhydroxylés par les bactéries avant d'être absorbés. L'acide benzoïque formé est ensuite conjugué avec la glycine et excrété dans l'urine sous forme d'acide hippurique.
L'acide chlorogénique est peu absorbé par le foie.

## Activités pharmacologiques
- Activité antioxydante

L'acide chlorogénique 5-ACQ, comme tous les polyphénols, possède des groupes hydroxyles phénoliques -OH, capables de prévenir ou ralentir l'oxydation des lipides. Dans une étude comparative avec l'acide caféique, l'effet de ces deux acides sur l'autoxydation du triacylglycérol a été étudié par Marinova et al.. Il a été montré qu'à la concentration de 2,8 10-4 M, ces deux acides avaient pratiquement la même activité mais qu'à des concentrations plus élevées, l'acide caféique était plus efficace.
Une étude in vitro a aussi montré que l'acide chlorogénique protégeait contre l'oxydation du LDL, une première étape dans la formation de la plaque d'athérome. 

L'activité antioxydante de l'acide chlorogénique est bien établie par plusieurs études in vitro mais l'effet in vivo reste plus incertain car il est métabolisé en produits parfois moins actifs. C'est le cas de l'acide hippurique, son métabolite le plus important, dépourvu d'activité antioxydante car il n'a pas de groupe hydroxyle.
- Activités anxiolytiques, antidépresseurs

Quelques études ont suggéré un lien entre le stress oxydatif et l'anxiété. L'effet anxiolytique de l'acide chlorogénique a été observé chez la souris soumise aux tests de transition lumière/obscurité, au labyrinthe en croix surélevé et à l'exploration libre. La dose élevée de 20 mg kg−1 d'acide chlorogénique a le même effet anxiolytique que le diazépam à 1 mg kg−1, comparé au témoin, pour les souris soumises au test lumière/obscurité. Le test du labyrinthe en croix surélevé a permis d'explorer le rôle des récepteurs aux benzodiazépines (récepteurs du GABA). Les résultats suggèrent que l'activité anxiolytique de l'acide chlorogénique pourrait être liée à l'activation des récepteurs aux benzodiazépines.
- Diabète

L'acide chlorogénique retarde la résorption intestinale du glucose et donc son passage dans le sang,. Il a été observé que le café accroît la production d'une hormone intestinale, l'incrétine GLP-1, en raison de l'effet inhibiteur de l'acide chlorogénique sur l'absorption du glucose. L'incrétine libérée dans le sang va stimuler la production pancréatique d'insuline.
Il pourrait peut-être jouer un rôle préventif dans l'apparition de diabète de type 2.

Des acides chlorogéniques ont aussi été testés chez l'animal (in vitro) pour inhiber l'hydrolyse irréversible de l'enzyme glucose-6-phosphatase. Ce mécanisme permet à l'acide chlorogénique de réduire la glycogénolyse hépatique (transformation du glycogène en glucose) et de réduire l'absorption de nouveau glucose. De plus, des études sur l'animal in vivo laissent penser que l'administration d'acide chlorogénique pourrait avoir des effets sur le pic hyperglycémique résultant de la glycogénolyse induit par l'administration de glucagon (hormone hyperglycémiante), avec réduction du taux de glucose sanguin et augmentation des concentrations de glucose-6-phosphate et glycogène à l'intérieur du foie.
- Activités antimutagènes, anticancéreuses

## Applications industrielles et pharmaceutiques
L'acide chlorogénique semble avoir des propriétés antivirales, antibactériennes et antifongiques avec une toxicité et des effets secondaires faibles et des propriétés ne conduisant pas à l'apparition de résistance microbienne. 
Des usages potentiels pourraient concerner la pharmacie, mais aussi l'alimentation, des additifs alimentaires et cosmétiques.
Un acide chlorogénique est vendu sous la marque commerciale Svetol en Norvège et au Royaume-Uni comme additif alimentaire utilisé dans le café, des chewing-gums, et produits visant à faire perdre du poids,.

## Dérivés
La classe des acides chlorogéniques (ACG) regroupe les composés formés d'acides hydroxycinnamiques (acide caféique, férulique, para-coumarique, sinapique, diméthoxycinnamique) conjugués à l'acide quinique. Ils forment des mono-esters :
- acide caféylquinique (ACQ)
- acide férulylquinique (AFQ)
- acide p-coumarylquinique (APQ)
- acide sinapylquinique
- acide diméthoxycinnamylquinique

ou des di-esters :
- acide dicaféylquinique
- acide caféylférulylquinique
- acide diférulylquinique
- acide di-p-coumarylquinique
- acide diméthoxycinnamylquinique

Plusieurs formes isomériques se rencontrent dans la nature. Par exemple, pour les acides caféylquiniques (ACQ), on trouve les 3-ACQ, 4-ACQ, 5-ACQ (ou acide chlorogénique) suivant que la liaison se fait en position 3, 4 ou 5 sur les hydroxyles de l'acide quinique.

On rencontre aussi des composés formés de plusieurs acides hydroxycinnamiques conjugués avec un acide quinique, comme les acides 1,3-O-dicaféylquinique, 3,4-O-dicaféylquinique, 3,5-O-dicaféylquinique, etc., ou bien l'acide caféylférulylquinique.  Le café contient toute la palette de ces composés.
| STRUCTURES DES ACIDES CHLOROGENIQUES + acide hydroxycinnamique acide quinique (numérotation des liaisons) |                  |                  |                  |                  |
| Acides caféylquiniques                                                                                    | Caféyl (Caf)     | Caféyl (Caf)     | Caféyl (Caf)     | Caféyl (Caf)     |
| Acides | R1               | R3               | R4               | R5               |
| 3-O-caféylquinique (3-ACQ)                                                                                | H                | Caf              | H                | H                |
| 4-O-caféylquinique (4-ACQ)                                                                                | H                | H                | Caf              | H                |
| 5-O-caféylquinique (5-ACQ) = acide chlorogénique                                                          | H                | H                | H                | Caf              |
| Acides férulylquiniques                                                                                   | Férulyl (Fér)    | Férulyl (Fér)    | Férulyl (Fér)    | Férulyl (Fér)    |
| Acides | R1               | R3               | R4               | R5               |
| 3-O-férulylquinique                                                                                       | H                | Fér              | H                | H                |
| 4-O-férulylquinique                                                                                       | H                | H                | Fér              | H                |
| 5-O-férulylquinique                                                                                       | H                | H                | H                | Fér              |
| Acides p-coumarylquiniques                                                                                | p-coumaryl (Cou) | p-coumaryl (Cou) | p-coumaryl (Cou) | p-coumaryl (Cou) |
| Acides | R1               | R3               | R4               | R5               |
| 3-O-p-coumarylquinique                                                                                    | H                | Cou              | H                | H                |
| 4-O-p-coumarylquinique                                                                                    | H                | H                | Cou              | H                |
| 5-O-p-coumarylquinique                                                                                    | H                | H                | H                | Cou              |
| Acides dicaféylquiniques                                                                                  | Caféyl (Caf)     | Caféyl (Caf)     | Caféyl (Caf)     | Caféyl (Caf)     |
| Acides | R1               | R3               | R4               | R5               |
| 3,4-O-dicaféylquinique                                                                                    | H                | Caf              | Caf              | H                |
| 3,5-O-dicaféylquinique = acide isochlorogénique                                                           | H                | Caf              | H                | Caf              |
| 4,5-O-dicaféylquinique                                                                                    | H                | H                | Caf              | Caf              |

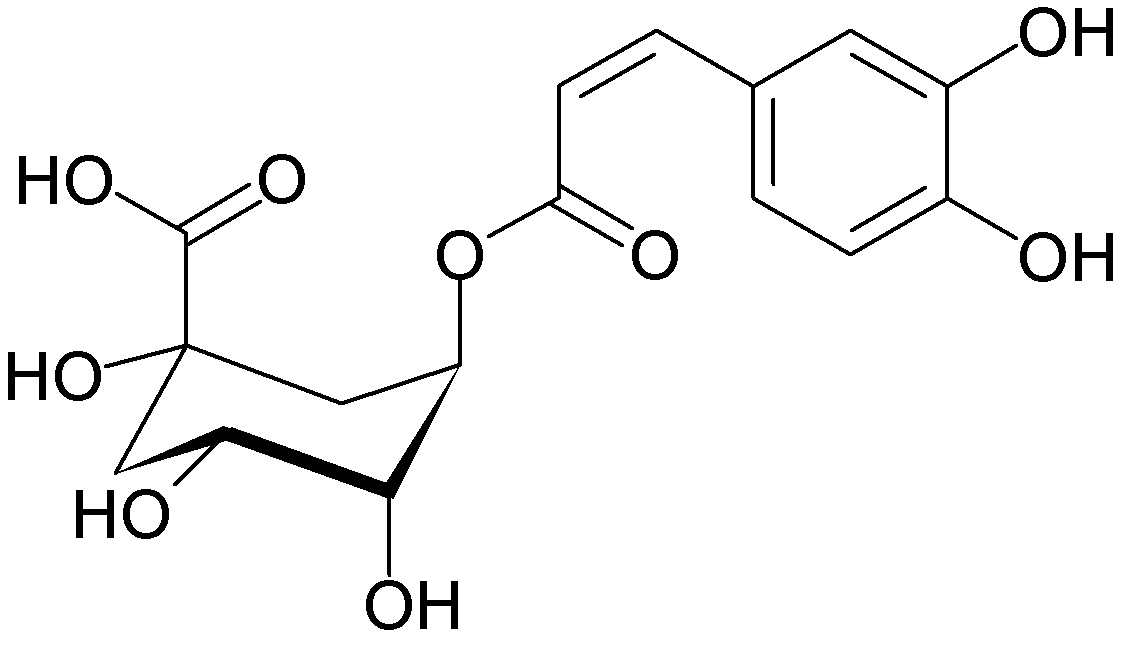
acide cis-5-O-caféylquinique

De plus, les acides hydroxycinnamiques existent sous les isoformes trans ou cis (comme l'acide cinnamique) et donnent en conjugaison avec l'acide quinique, des acides chlorogéniques trans et cis. Les feuilles de café plus exposées aux rayonnements UV sont proportionnellement plus riches en isomères cis que les cerises de café.